# Lindsaea prolongata
Lindsaea prolongata är en ormbunkeart som beskrevs av Eugène Pierre Nicolas Fournier.
Lindsaea prolongata ingår i släktet Lindsaea och familjen Lindsaeaceae. Inga underarter finns listade i Catalogue of Life.